# Kościół św. Marii Magdaleny w Sewilli

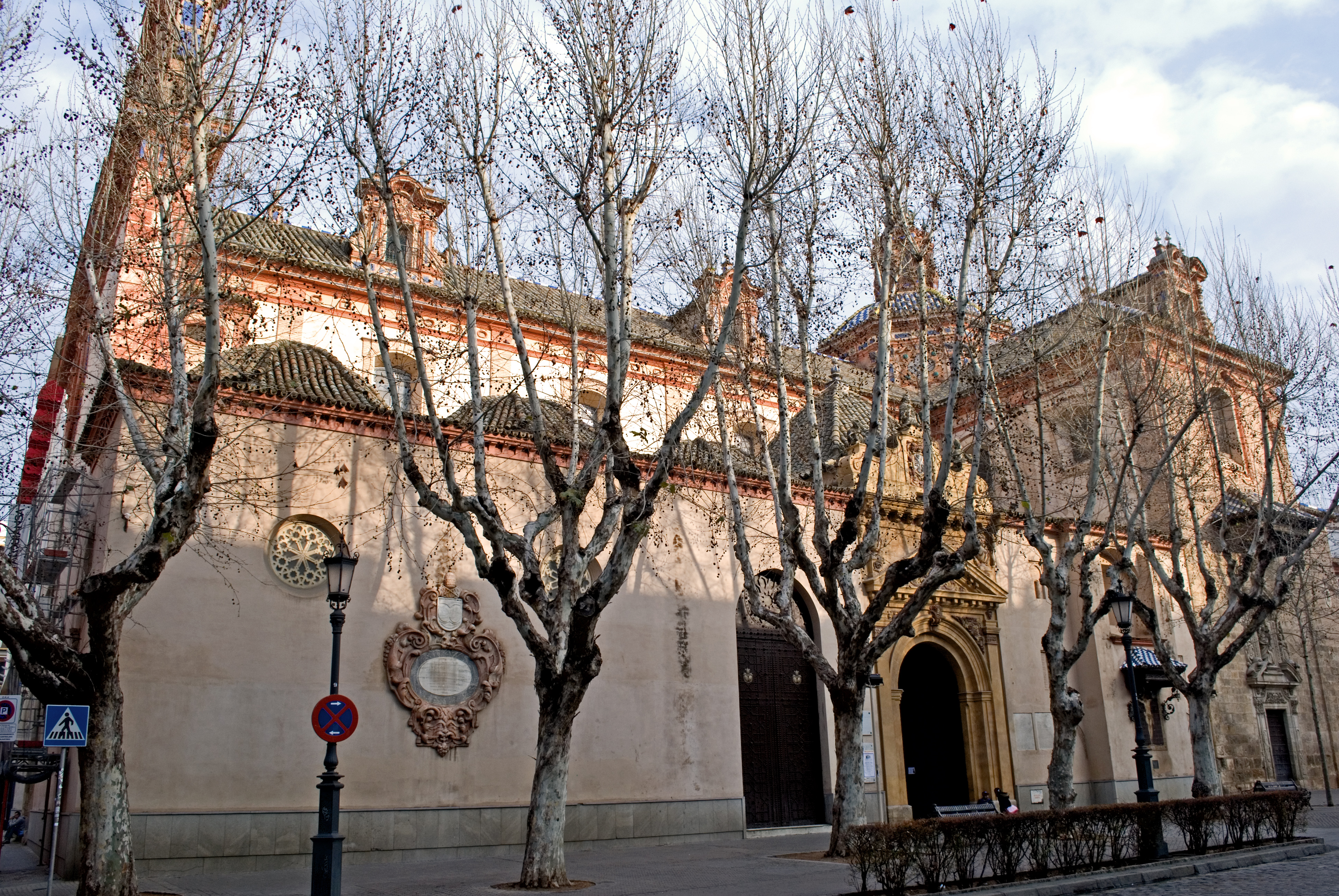
Kościół pw. św. Magdaleny w Sewilli

Kościół pw. św. Magdaleny w Sewilli – barokowy kościół zbudowany w 1709 na podstawie projektu Leonarda de Figueroa.
Świątynia powstała w miejscu wcześniejszego kościoła, po którym pozostała trójkopułowa Capilla de la Quinta Angustia w stylu mudejar znajdująca się w południowo-zachodnim narożniku kościoła. W Capilla Sacramento (na prawo od południowego wejścia) znajduje się obraz Franciszka de Zurbarána Św. Dominik z Sora, a na sklepieniu prezbiterium fresk Lucasa Valdésa Alegoria triumfu Wiary. Na północnej ścianie znajduje się fresk przedstawiający sądy inkwizycyjne.
W 1618 w kaplicy Capilla de la Quinta Angustia został ochrzczony malarz Bartolomé Murillo.